# Giuseppe Chiarini (fantino)
Giuseppe Chiarini detto il Gobbo o Gobbo Chiarini (Siena, 15 ottobre 1775 – Siena, 31 maggio 1825) è stato un fantino italiano, vincitore del Palio di Siena nel 1797.

## Carriera
Nella storia plurisecolare del Palio, è uno dei soli tre fantini ad aver corso almeno una volta in tutte le diciassette Contrade; assieme a lui figurano il fratello Niccolò Chiarini detto Caino, e Angelo Giusti detto Ciocio.
Il Gobbo corse in Piazza del Campo in 41 occasioni, riuscendo a vincere con il giubbetto dell'Aquila il Palio di mezz'agosto del 1797: quel giorno seppe infatti approfittare dello scontro tra Valdimontone e Onda, e poco prima dell'ultimo bandierino passò in testa e vinse. Così riportano le cronache dell'epoca:
Concluse la sua carriera dopo il Palio del 2 luglio 1818, duranta il quale trattenne il fantino della Chiocciola alla "mossa" e per un intero giro di piazza, a beneficio della vittoria del fratello Niccolò detto Caino; per tale ragione fu poi trattenuto in carcere per alcuni giorni.

## Presenze al Palio di Siena
Le vittorie sono evidenziate ed indicate in neretto.
| Palio            | Contrada     | Cavallo                 | Note   |
| ---------------- | ------------ | ----------------------- | ------ |
| 16 agosto 1793   | Civetta      | Baio di S. Tai          |        |
| 3 luglio 1794    | Tartuca      | Sauro di A. Peroni      |        |
| 17 agosto 1794   | Nicchio      | Baio di L. Cappelli     |        |
| 2 luglio 1795    | Bruco        | Baio di A. Cortecci     |        |
| 17 agosto 1795   | Nicchio      | Grigio di M. Bonci      |        |
| 2 luglio 1796    | Onda         | Baio di L. Petrini      |        |
| 16 agosto 1796   | Tartuca      | Morello di G. Gigli     |        |
| 2 luglio 1797    | Pantera      | Morello di G. Burroni   |        |
| 16 agosto 1797   | Aquila       | Morello di G. Baldini   |        |
| 16 agosto 1798   | Onda         | Morello di A. Cortecci  | scosso |
| 16 agosto 1799   | Selva        | Morello di A. Cortecci  | scosso |
| 3 luglio 1800    | Oca          | Sauro di G. Manetti     |        |
| 17 agosto 1800   | Istrice      | Sauro di G. Manetti     |        |
| 2 luglio 1802    | Civetta      | Baio di G. Gigli        |        |
| 16 agosto 1802   | Valdimontone | Baio di G. Gigli        |        |
| 8 settembre 1803 | Selva        | Grigio di L. Regoli     |        |
| 2 luglio 1804    | Selva        | Grigio di D. Pasquini   |        |
| 16 agosto 1804   | Chiocciola   | Morello di L. Bologni   |        |
| 20 agosto 1804   | Leocorno     | Baio di G. Manetti      |        |
| 2 luglio 1805    | Giraffa      | Morello di G. Petri     |        |
| 16 agosto 1805   | Selva        | Baio di G. Petri        |        |
| 3 luglio 1806    | Onda         | Sauro di B. Ricci       |        |
| 17 agosto 1806   | Drago        | Morello di G. B. Gigli  |        |
| 3 luglio 1807    | Istrice      | Morello di G. Ricci     |        |
| 16 agosto 1807   | Bruco        | Morello di B. Neri      |        |
| 2 luglio 1808    | Pantera      | ?                       |        |
| 16 agosto 1808   | Torre        | Baio di G. Batazzi      |        |
| 14 maggio 1809   | Bruco        | Morello di P. Croci     |        |
| 2 luglio 1809    | Istrice      | Morello di L. Meini     |        |
| 2 luglio 1810    | Valdimontone | Baio di A. Bardotti     |        |
| 2 luglio 1811    | Istrice      | Baio di C. Lippi        |        |
| 2 luglio 1812    | Pantera      | Baio di A. Bardotti     |        |
| 2 luglio 1813    | Lupa         | Baio di G. Manetti      |        |
| 16 agosto 1813   | Pantera      | Grigio di A. Garuglieri |        |
| 2 luglio 1814    | Torre        | Baio di G. Lippi        | scosso |
| 2 luglio 1815    | Giraffa      | Baio di S. Fedeli       |        |
| 16 agosto 1815   | Aquila       | Morello di L. Bologni   |        |
| 2 luglio 1816    | Lupa         | Baio di G. Batazzi      |        |
| 16 agosto 1816   | Tartuca      | Baio di G. Manetti      |        |
| 16 agosto 1817   | Civetta      | Sauro di S. Felli       |        |
| 2 luglio 1818    | Oca          | Grigio di A. Rogani     |        |